# Törnsäter
Törnsäter är ett naturreservat inom Kinnekulle naturvårdsområde i Götene kommun i Västergötland.
Området är skyddat sedan 2007 och omfattar 65 hektar. Det ligger på platåberget Kinnekulles östra sida och består av hagmarker och alunskifferbrott. 

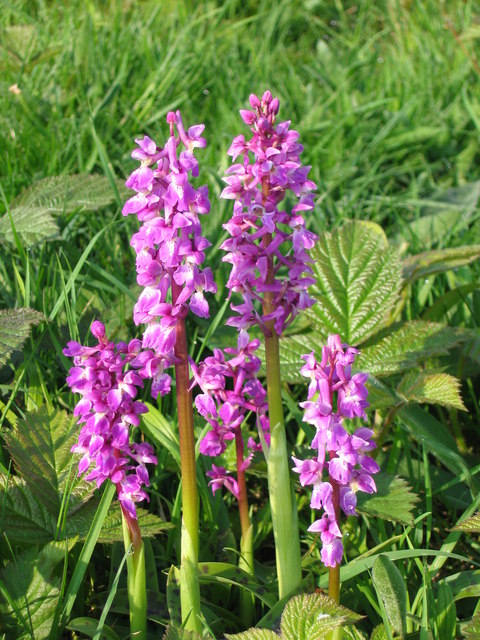
Sankt Pers nycklar

En vandringsled går genom naturreservatet och där går betesdjur i hagmarker med många gamla ekar och lindar. Där växer gullviva, ängsnycklar och Sankt Pers nycklar. På flera ställen finns områden där alunskiffer en gång brutits. Inom området finns flera fornlämningar registrerade.
Törnsäter ingår i EU:s nätverk av skyddade områden, Natura 2000.